# Філіп II
Філі́п II (ісп. Felipe ІІ; 21 травня 1527 — 13 вересня 1598) — король Іспанії (1556—1598) та Португалії (1581—1598), Неаполя і Сицилії (1554—1598). Король Англії та Ірландії за правом дружини Марії I (1554—1558). Герцог Міланський. Господар Нідерландів. Володар однієї з найбільших держав у всесвітній історії, провідної сили ранньомодерного цивілізованого світу. Представник династії Габсбургів.
За його правління Іспанська держава досягла зеніту величі й слави, увійшовши до так званої золотої доби; землі короля простягалися на всіх континентах, відомих європейцям, що породило популярну приказку: «імперія, над якою ніколи не заходить сонце». Виступав захисником католицької церкви у боротьбі з протестантизмом, ісламом та іншими єресями. Завершив італійські війни (1559). Підтримував католицьку владу Франції у двобої з гугенотами. Допомагав італійським державам, Священній Римській імперії та країнам Східної Європи опиратись натискові Османів. Здобув стратегічну перемогу при Лепанто (1571), захистивши західне Середземномор'я від турецької агресії. За умовами Іберійської унії (1580) став сувереном Португалії та її колоній, завдяки чому об'єднав увесь Піренейський півострів. Вів перманенті війни із повсталими Нідерландами (1581). Намагався скорити Англію, але зазнав поразки на морі (1588).
Сприяв великим географічним відкриттям і розвитку точних наук — математики, географії, космографії, корабельної інженерії, військової справи. Був патроном мистецтв, передусім літератури й музики. Заснував першу в Європі математичну академію (1582).
На честь короля були названі Філіппіни (1565). У традиційній іспанській та католицькій історіографії постає як мудрий правитель, національний герой; у протестантській і антиклерикальній — як деспот.

## Родина
Син іспанського короля Карла I та португальської інфанти Ізабелли. Небіж імператора Фердинанда I, кузен імператора Максиміліана II. Батько іспанського короля Філіпа III. Народився в Вальядоліді, Кастилія. Проголошений принцом астурійським, спадкоємцем престолу (1528). Успадкував трон після батька.
Заклав Ескоріальський монастир (1563). Помер в Ескоріалі, Кастилія. Похований у королівській крипті Ескоріальського монастиря.

## Імена
- Філіп ІІ, Філіпп ІІ (лат. Philippus II) — офіційне латинське іменування.
- Феліпе ІІ (ісп. Felipe ІІ) — іменування на іспанський лад
- Філі́пе I (порт. Filipe I) — як португальський король.
- Філіп II Іспанський (ісп. Felipe II de España) — за назвою країни.
- Філіп Розсудливий, Філіп Мудрий (ісп. Felipe el Prudente) — за прізвиськом, наданим за вдачу короля.

## Внутрішня політика

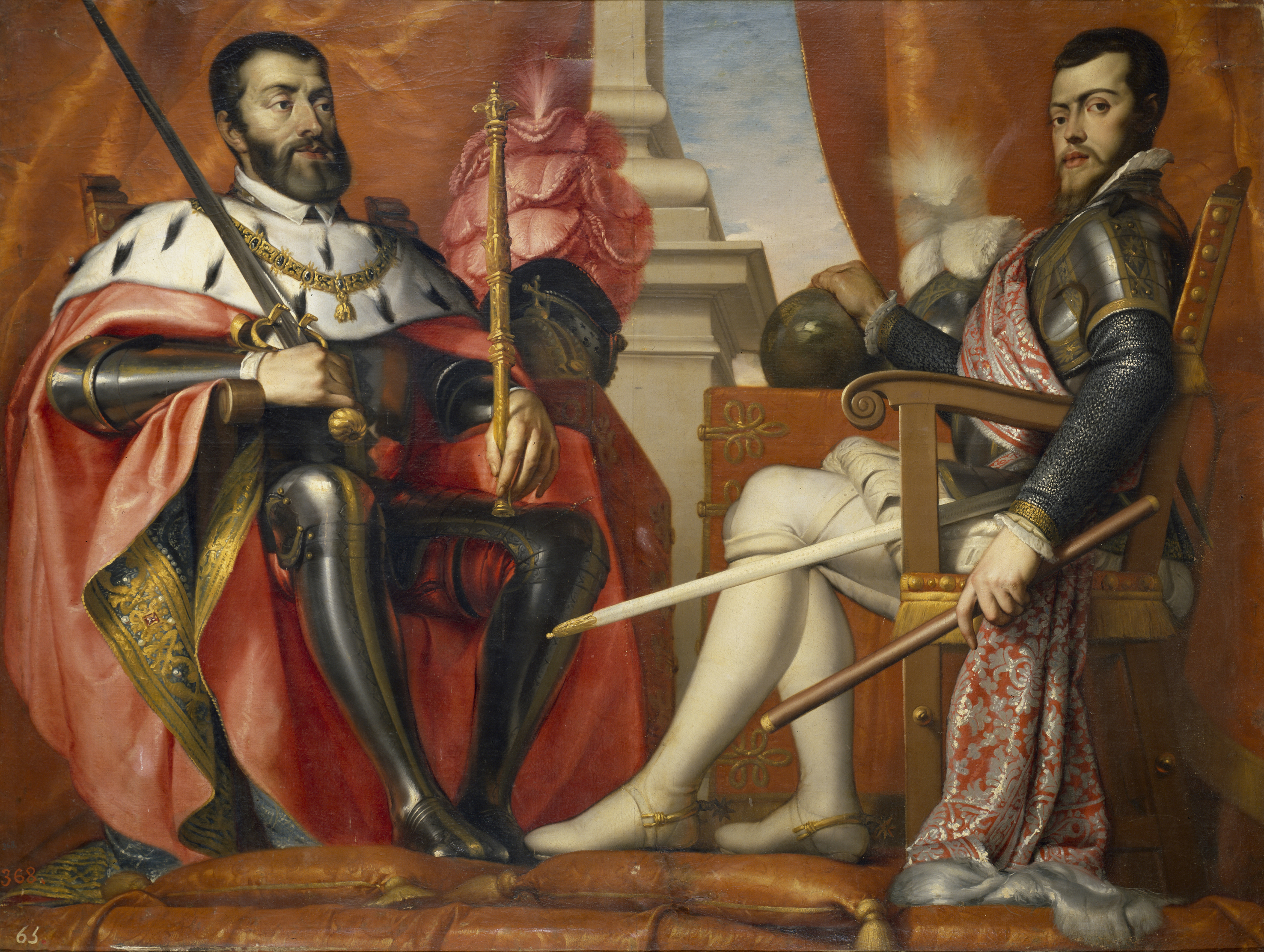
Філіп і його батько Карл

Філіпу II вдалося значно відсторонити вищу іспанську шляхту від центрів влади, вищих органів врядування і кортесів (парламент в Іспанії). Зрозуміло, король шанував широку судову і суспільно-політичну компетенцію часом майже необмеженої влади шляхти, а також церкви і міст. Все ж таки повсякденне життя переважної більшості майже 8-мільйонного (1590) населення Іспанії значною мірою визначалася місцевими та крайовими чинниками і часто перебувало в фізичній залежності від місцевих панів, насамперед грандів. Втім, до кінця правління Філіпа II ця група вищої аристократії, яку Карл V скоротив до 25 сімей, завдяки королівським привілеям виросла. Так, наприклад, Філіп підви́щив друзів дитинства, князів Еболі, що стали пізніше діловими радниками, до звання грандів, і тим самим розширив королівську клієнтелу у вищій кастильській шляхті. Основна ж маса благородного стану — близько 10 відсотків всього населення (це на порядок більше, ніж в інших європейських країнах) — складалася з середньої шляхти і дрібнопомісних гідальго. Останні за своїм майновим становищем часто нічим не відрізнялися від селян, що карикатурно зобразив Мігель де Сервантес у романі «Премудрий гідальго Дон Кіхот з Ламанчі» (див.: в укр. перекладі М.Лукаша та А.Перепаді).
Протягом XVI століття населення в іспанській державі без Португалії зросло при значних регіональних коливаннях приблизно на 40 відсотків: з 5,2 мільйона до приблизно 8,1 мільйонів. У переважній більшості це були селяни, ремісники і рибалки. На початок століття в містах, які зростали й перетворювалися на політичні, економічні та культурні центри країни, мешкало 5 відсотків, а до кінця століття — близько 20 відсотків населення. Мадрид і Севілья перетворилися у квітучі метрополії; перший — завдяки перебуванню в ньому двору та центральних органів влади, а друга — завдяки монопольній торгівлі з Америкою. Поза сумнівом, за часів Філіпа II міста являли собою найбільш динамічні елементи суспільного розвитку в іспанському королівстві.
Уважно стежив монарх і за розвитком духовенства й церкви в Іспанії, закликаючи або примушуючи їх до реформ. Король мав право висувати кандидатів на єпископство і тим самим міг чинити суттєвий вплив на церкву, нерідко конфліктуючи на цьому ґрунті з Папою. Філіп реформував іспанську структуру єпископства, розділивши Кастилію на 5 архієпископств і 30 єпископств, а Арагон відповідно — на 3 архієпископства і 15 єпископств. У Іспанії, яку не зачепила Реформація, яка закликала поширити християнство в Новому Світі, а також зміцнити католицьку реформу та Контрреформацію в Європі, духовенство, підтримуване королем Філіпом, випромінювало потужні імпульси до створення світової католицької церкви.
Іспанські богослови здебільшого позитивно сприйняли Тридентський собор 1564 року, який став провісником церковного оновлення. Як наслідок, Філіп втілив у життя його рішення у своєму королівстві, спираючись на іспанський клір, що об'єднував у своїх лавах близько 90 000 представників білого й чорного духовенства. Мотивуючи свою імперську політику служінням Богові та церкві, король також зумів використати фінансові ресурси іспанської церкви, вимагаючи від неї дедалі більших пожертв. Принцип «державної церковності» не залишав жодних сумнівів у верховенстві світської влади й держави над церквою в Іспанії, що Філіп відстоював, навіть протидіючи інтересам Папи.
З португальськими сепаратистами він обходився надзвичайно жорстко і, незважаючи на всі наполяганням місцевих кортесів, явно прагнув до повної державної асиміляції всього Піренейского півострова. З цією ж метою він стратив представників декількох дуже знатних арагонських родин, коли в Арагоні спалахнули заворушення з приводу опального вельможі Антоніо Переса, який втік туди з Кастилії. Арагон користувався старовинними привілеями, завдяки яким Філіп не міг вимагати повернення Переса назад. «Хустісія» — головний суддя, охоронець арагонських вільностей — був страчений, в Арагон введені війська; розпочалися репресії проти тих, хто був винен у захисті Переса; арагонські інквізитори діяли в інтересах короля (сам Перес встиг врятуватися). Відтоді сан хустісії втратив колишню прерогативу незмінності та потрапив у повну залежність від короля; арагонським вільностям було завдано нищівного удару. За кастильськими старими установами Філіп не залишав і тіні впливу. Кортеси іноді збиралися, але на всі їхні заяви король звичайно не звертав ані найменшої уваги.
Так, кортеси скаржилися на непомірну ненажерливість церкви у придбанні земельного майна — але Філіп не чув їх; скаржилися, що з населення збирають податки, про яких вони, кортеси, нічого не знають, — король продовжував такі податки збирати. У внутрішній історії Іспанії правління Філіпа було часом найповнішого деспотизму.

### Інквізиція. Вигнання маврів
Його царювання було золотим віком для інквізиції, ще з часів Фердинанда і Ізабелли посилено переслідували єретиків (спочатку маврів, євреїв і підозрюваних у сектантстві, потім, крім того, протестантів). На Аутодафе іноді присутній був і король, який докладав усіх зусиль, щоб найбільш нелюдськими способами викорінити єресь. Він заборонив іспанцям поступати в закордонні навчальні заклади, встановив пильний нагляд над теологічною літературою, що потайки проникає в Іспанію, намагався зовсім відрізати «єретичній чумі» доступ у свої володіння. З протестантами інквізиція мала найбільше клопоту на півночі Іспанії, на півдні Філіп звернув особливу увагу на морісків.
З часу падіння Гранади (1492) маври, щоби позбутися від насильства і вічної загрози вигнання, цілими натовпами приймали католицтво, але, зовнішньо виконуючи всі церковні обряди, багато хто з них насправді залишалися вірними магометанству. Філіп вирішив покласти цьому край. Систематичними утисками і висуваючи моріскам важковиконувані вимоги (на кшталт, наприклад, заборони жінкам закривати обличчя на вулиці, наказ вивчити за три роки іспанську мову, влаштовувати всі домашні свята так, щоб будь-який перехожий міг увійти в будинок, і т. д.) Філіп досяг того, що маври почали відчайдушну збройну боротьбу. Вибухнуло страшне повстання, що тривало більше двох років. Після варварського втихомирення, що супроводжувалося масовими жорстокими стратами, Філіп наказав виселити всіх морісків з країни. Дуже багато з них були продані в рабство, інші переселені в північні провінції Іспанії. «Перемога» над морісками в придворних колах вважалася одним з блискучих справ першої половини царювання Філіпа.

### Нідерландська революція
Утихомирення та виселення морисків, жорстоке переслідування мусульман, євреїв, протестантів сприяли зубожінню країни, що помічається вже з перших десятиліть правління Філіпа, її економічного занепаду; але політична могутність, принаймні судячи ззовні, належала Іспанії аж до розпалу повстання в Нідерландах. Це повстання було значною мірою справою рук Філіпа, який неухильно вводив та закріплював у цій країні інквізицію. Самою своєю особистістю Філіп був ненависний нідерландцям; на всі скарги та прохання Філіп від початку свого правління відповідав наказами чавити єретиків без жодної поблажливості. Коли в 1565—1567 роках рух розрісся, Філіп сказав, що «дасть відплату за образу Бога» та його святині (тобто католицьких храмів), і відправив у Нідерланди герцога Альбу, одного зі своїх найкращих бойових генералів. Протягом терору, введеного Альбою, Філіп залишався найдієвішим натхненником усіх жорстокостей свого ставленика. З числа наступників Альби жоден не міг укласти миру; будь-яким спробам цього наполегливо противився Філіп, не виходячи зі свого улюбленого, похмурого, усамітненого палацу Ескоріала і вів звідти щоденне листування зі своїми намісниками і генералами.
У 1581 році генеральні штати в Гаазі оголосили Філіпа позбавленим нідерландських володінь; в цей же час проти нього висунувся новий, ще небезпечніший ворог — Англія.

## Зовнішня політика

Терени Іспанії за Філіпа.

### Приєднання Португалії
Іншим тріумфом цього більш «щасливого» періоду його правління було приєднання Португалії. У 1578 році 24-річний португальський король Себастьян загинув під час північноафриканської експедиції у битві при Ель-Ксар-ель-Кебирі. Філіп, ґрунтуючись на праві успадкування по спорідненості і на багатих подарунках, якими він обдарував португальську аристократію, вирішив захопити португальський престол. Серед португальців виникла — досить, втім, слабка — національна партія, що намагалися зчинити Філіпу збройний опір, але іспанська армія майже без боротьби зайняла всю країну (1580), а через кілька місяців португальські кортеси проголосили Філіпа португальським королем.

### Османи. Священна ліга

Перемога християн під Лепанто (1571)

1560-ті роки були зайняті жорстокою сухопутною і морською війною (в загальному успішною для Філіпа) проти берберів. Філіп бачив у цій боротьбі не тільки справу державної важливості, але і питання, в якому зацікавлене все християнство. Ще більшою мірою дивився він так на свою війну з турками. У 1571 році з ініціативи Папи Пія V була утворена «Священна ліга» з Венеції, Іспанії, Генуї, Савої і ще деяких дрібних італійських держав. На чолі коаліції стала Іспанія; Філіп призначив головним адміралом свого брата Хуана Австрійського, який здобув над османами повну перемогу в битві при Лепанто. Ця перемога не мала для Іспанії безпосередніх матеріальних результатів, але надзвичайно посилила престиж іспанського флоту в очах Європи. З Османською імперією війна йшла з перервами до кінця царювання Філіпа.

### Англія. «Непереможна армада»

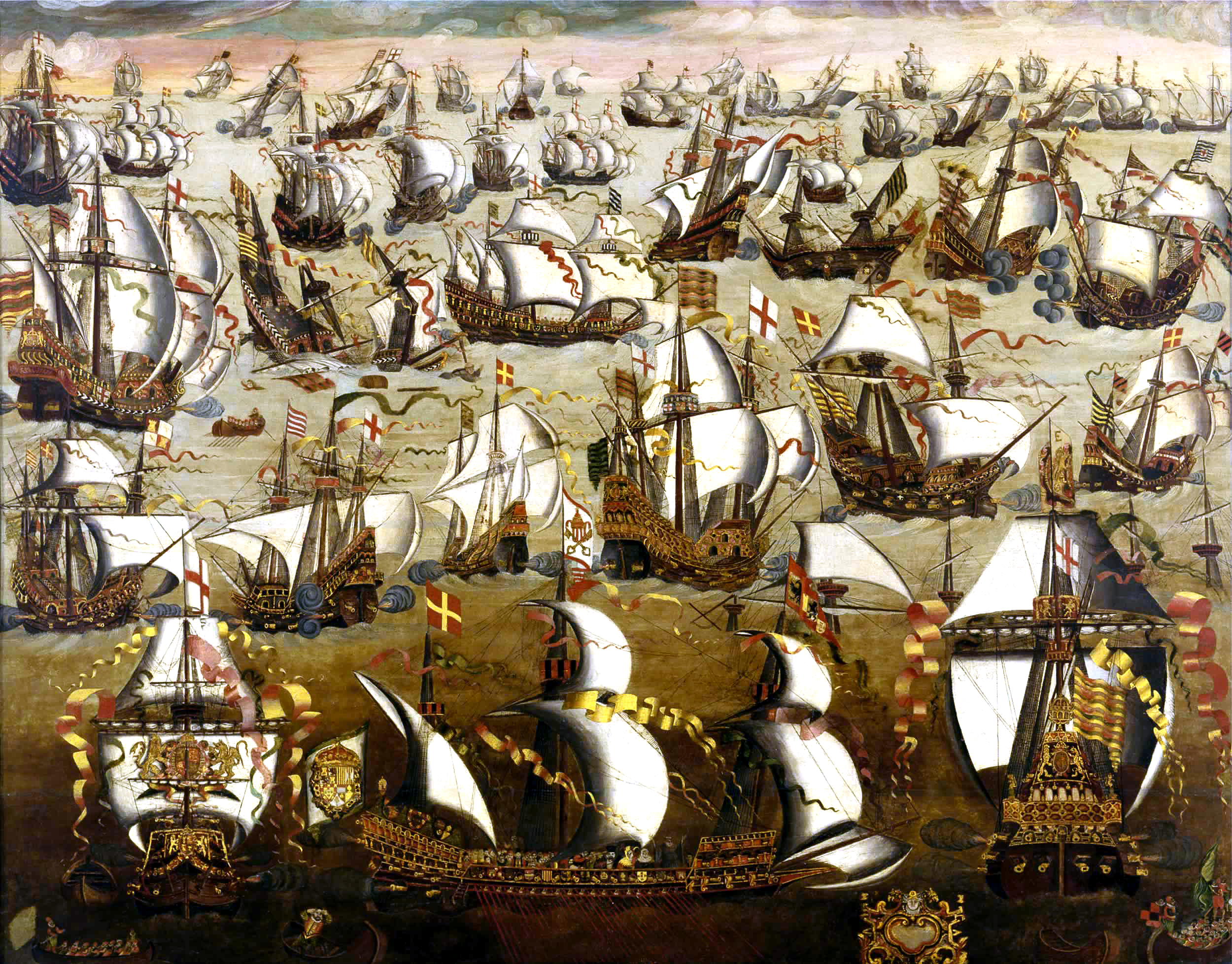
Непереможна армада

Ще будучи спадкоємцем престолу, в 1554 році, Філіп одружився з англійською королевою Марією І Кривавою. За шлюбним договором, Філіп не мав права втручатися в керування державою, а діти, народжені в цьому шлюбі, ставали спадкоємцями англійського трону. А у випадку передчасної смерті королеви, Філіпп повинен був повернутися назад в Іспанію. Після смерті Марії він бажав одружитися з її наступницею — Єлизаветою І, але остання майстерно відхилила це сватання. У міру того, як росли успіхи Нідерландів, Єлизавета виявляла все більше і більше співчуття до їхньої справи. Френсіс Дрейк, шукач пригод, за сприяння англійського уряду нападав на береги заатлантичних володінь Іспанії, не жаліючи іноді й узбережжя Піренейського півострова. Нарешті, коли Єлизавета послала нідерландцям допомогу у вигляді великого загону піхоти та артилерії, Філіп зважився завдати рішучий удар «єретичці»; страта Марії Стюарт тільки прискорила його рішення. У 1588 році Філіп послав до берегів Англії під головуванням Медіна-Сидонії величезний флот (130 великих військових кораблів) — «Непереможну Армаду», яка загинула від бурі і вдалих нападів оборонної англійської ескадри. Філіп прийняв звістку про це нещастя з незвичайним зовнішнім спокоєм, але насправді, як це було зрозумілим для його наближених, воно дуже сильно гнітило його.
Миру з Єлизаветою він все ж таки не уклав і до кінця його життя Іспанія зазнавала жорстоких нападів з боку англійського флоту: скарбниця Філіпа була настільки виснаженою, що побудувати більш-менш сильний оборонний флот він абсолютно не міг. Англійцям удавалися відчайдушні висадки: наприклад, незадовго до смерті Філіпа вони спалили Кадіс (місто біля Гібралтару).

### Франція
Невдала війна Іспанії з Англією розв'язала руки як повсталим та відокремленим Нідерландам, так і Генріху III Валуа (а потім Генріху IV Бурбону); і Нідерланди, і Франція відчули себе вільнішими: перші — від наполегливого військового єдиноборства з іспанськими десантами, друга — від дипломатичних підступів та інтриг з боку Філіпа, який здавна був у зносинах з Ґізами (французький рід, бічна гілка Лотаринзького дому). Всі плани його поживиться як-небудь за допомоги французької католицької партії за рахунок Франції і навіть посадити свою дочку на французький престол закінчилися повною невдачею. Під час боротьби Католицької Ліги з Генріхом Бурбоном він надавав діяльну, але безплідну підтримку Лізі. Взагалі, багаторічні його дипломатичні таємні і явні зносини з французьким двором (спочатку з Катериною Медичі і Карлом IX, потім з Ґізами) дають багато матеріалів для характеристики двоєдушшя, віроломства і релігійного фанатизму Філіпа. Мир із Францією він уклав лише в 1598 році, за кілька місяців до своєї смерті.

## Родина
1 Дружина (з 1544) — Марія Португальська (1527—1545) — дочка португальського короля Жуана III, кузена Філіпа.
Діти:
- Карлос (1545—1568) — принц Астурійський.

2 Дружина (з 1546) — Марія I Тюдор (1516—1559)
Діти:
- NN (30.4.1555) — помер немовлям.

3 Дружина (з 1559) — Єлизавета Валуа (1545—1568) — дочка французького короля Генріха ΙΙ і його дружини Катерини Медічі. 
Діти:
- NN (1560) — помер немовлям.
- NN (1562) — помер немовлям.
- NN (1564) — померла немовлям.
- NN (1564) — померла немовлям.
- Ізабелла Клара Євгенія (1566—1633) ∞ Альбрехт VII Австрійський, штатгальтер Іспанських Нідерландів
- Каталіна Мікаела (1567—1597) ∞ Карл Еммануїл I, герцог Савойський.
- Хуана (1568) — померла немовлям.

4 Дружина (з 1569) — Анна Австрійська (1549—1580), донька імператора Максиміліана II, кузина Філіпа.
Діти:
- Фердинанд (1571—1578)
- Карл Лоренцо (1573—1575)
- Дієго (1575—1582)
- Філіп ІІІ (1578—1621)
- Марія (1580—1583)

Бастард: Себастьян (1557—1578)

## Портрети
1563 року венеціанський посол Паоло Фаголо, що зустрічався із Філіпом, описав його зовнішність: «невисокого зросту і круглолиций, із світло-синіми очима, трохи випуклими губами і рожевою шкірою, але назагал дуже привабливий», «він одягався зі смаком, і все що робив було вишуканим і люб'язним».

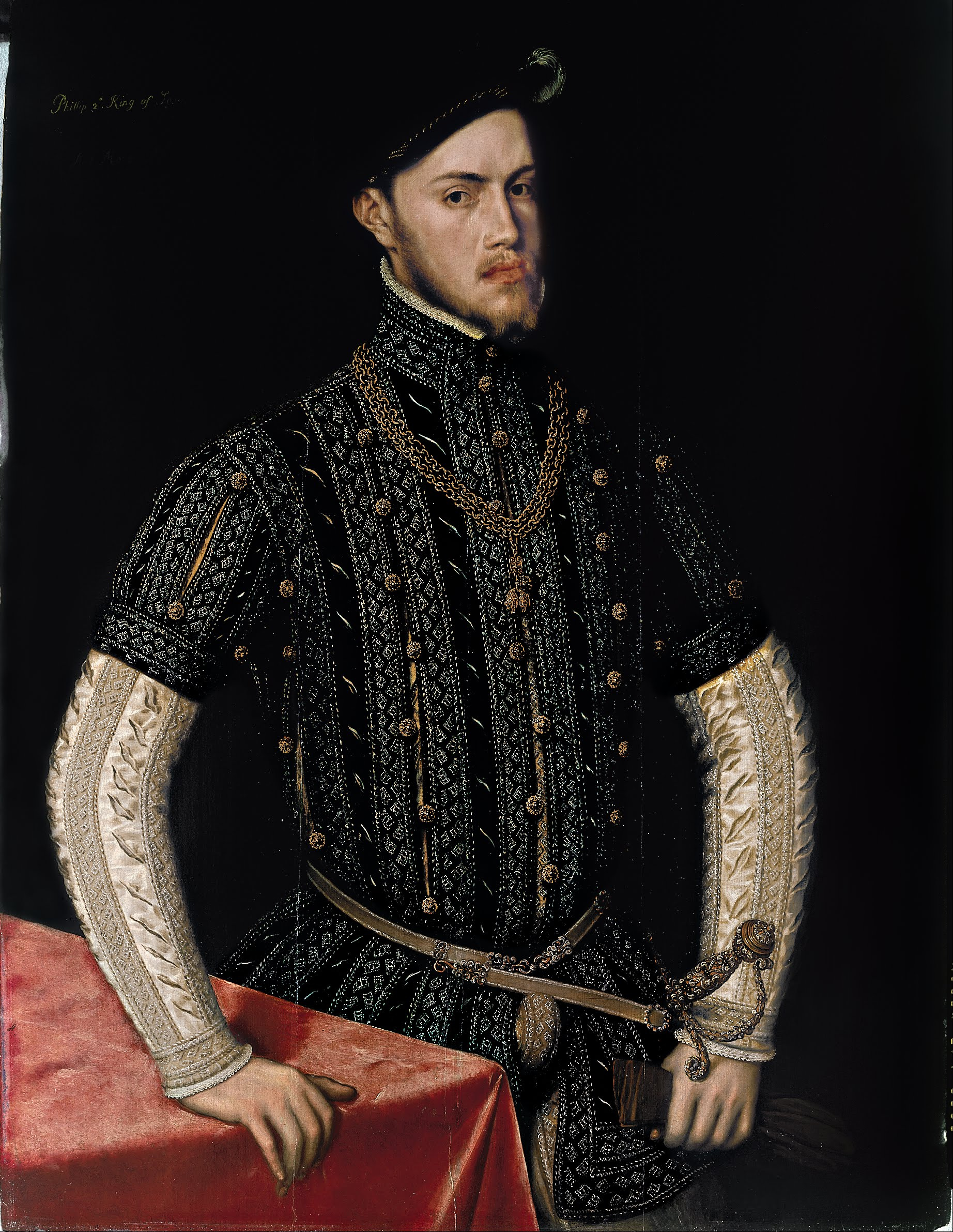
Мор 1549
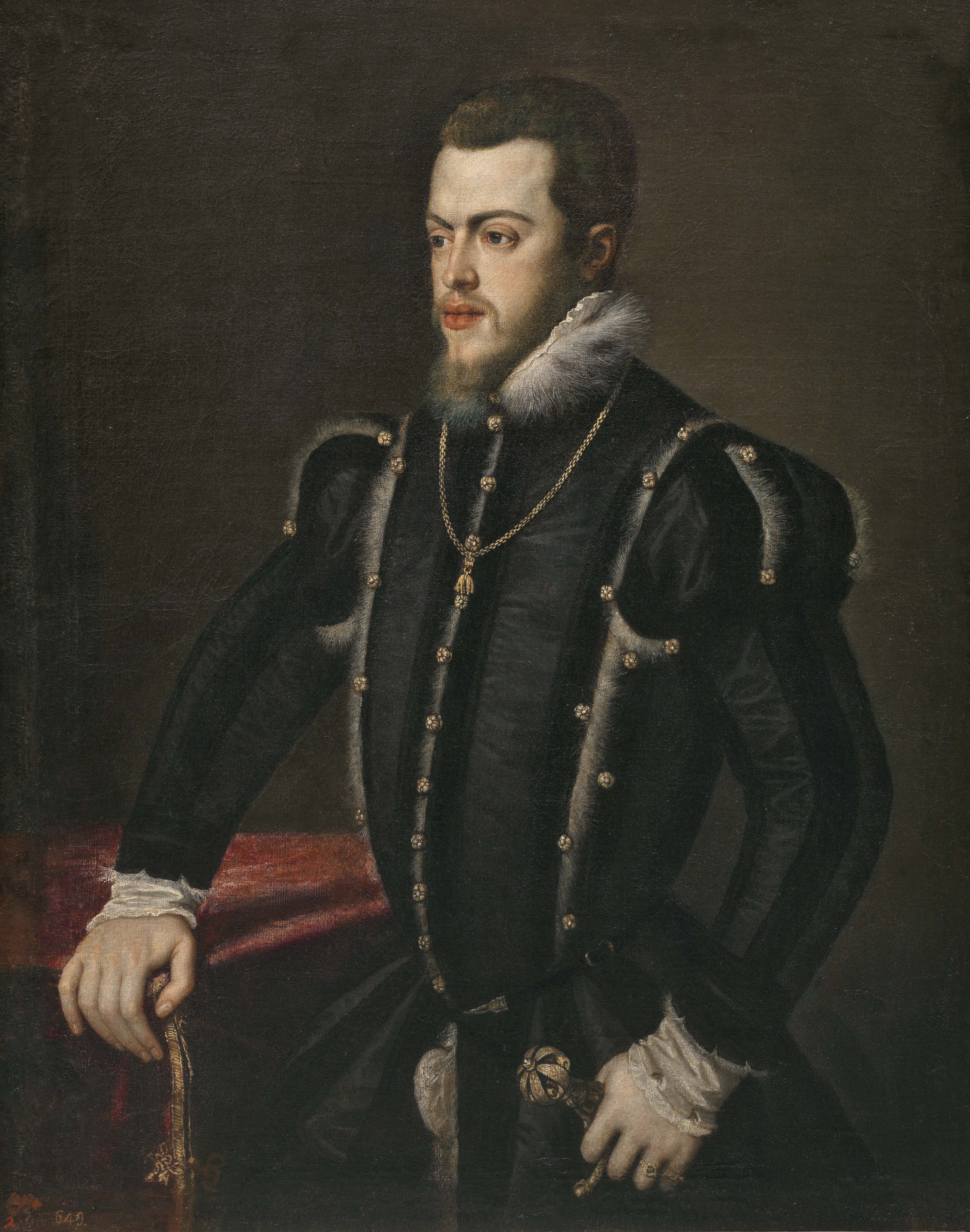
Тіціан 1550
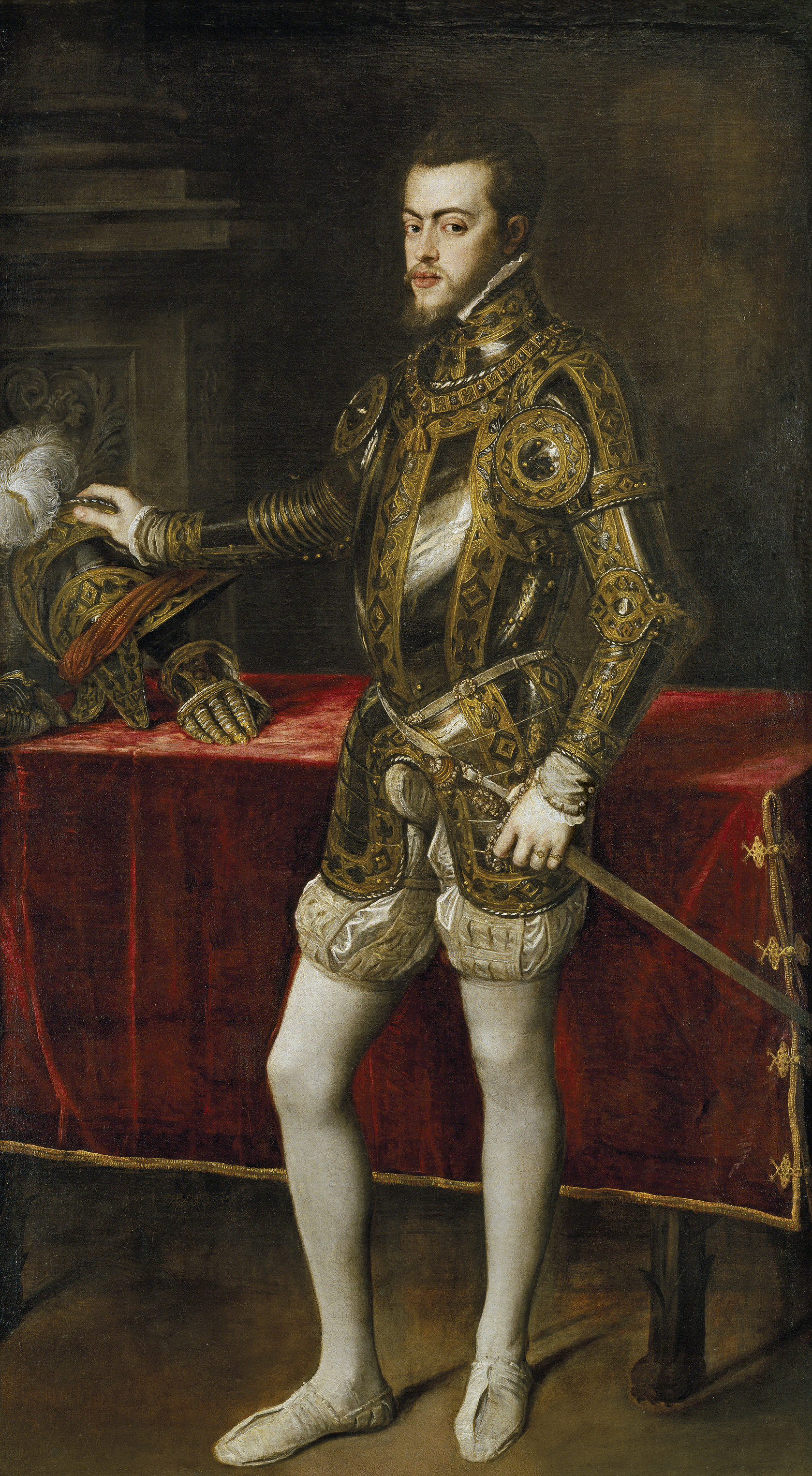
Тіціан 1551
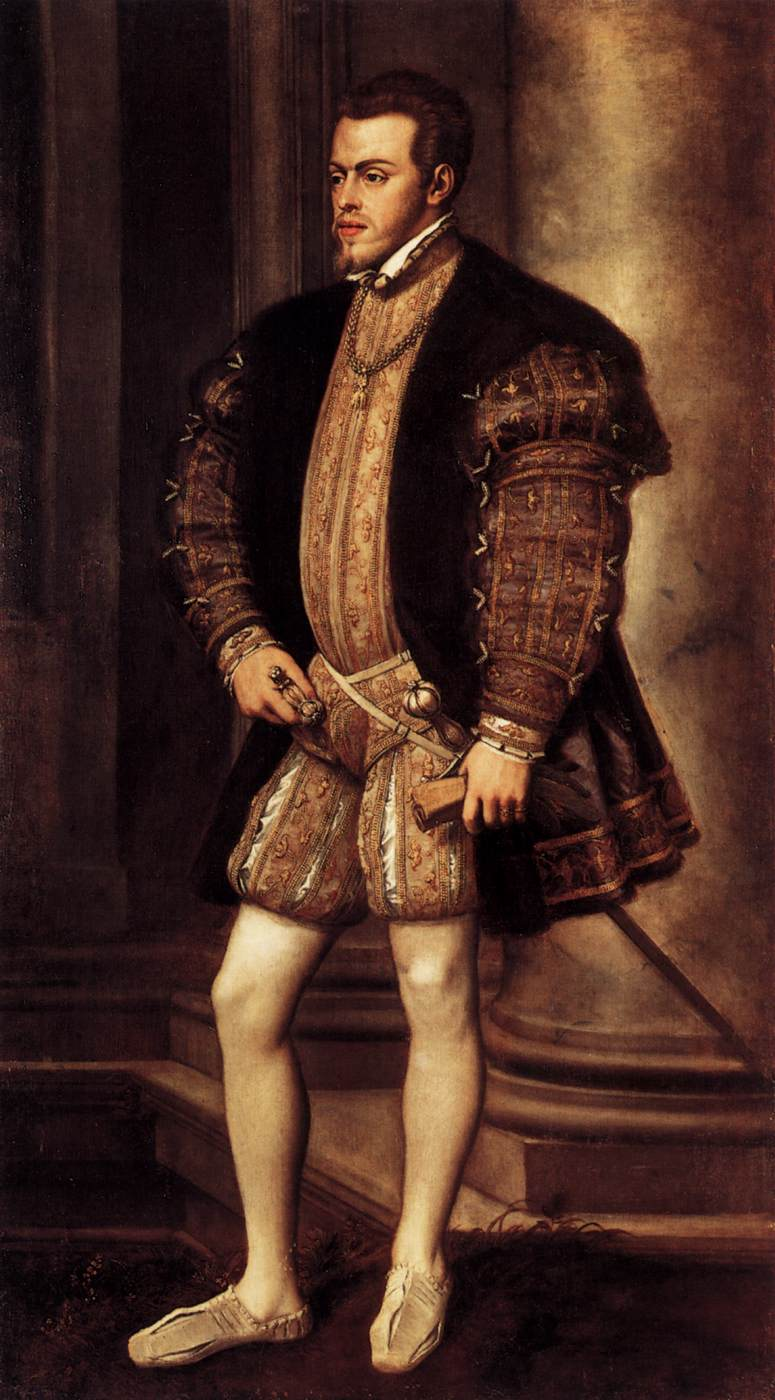
Тіціан 1554
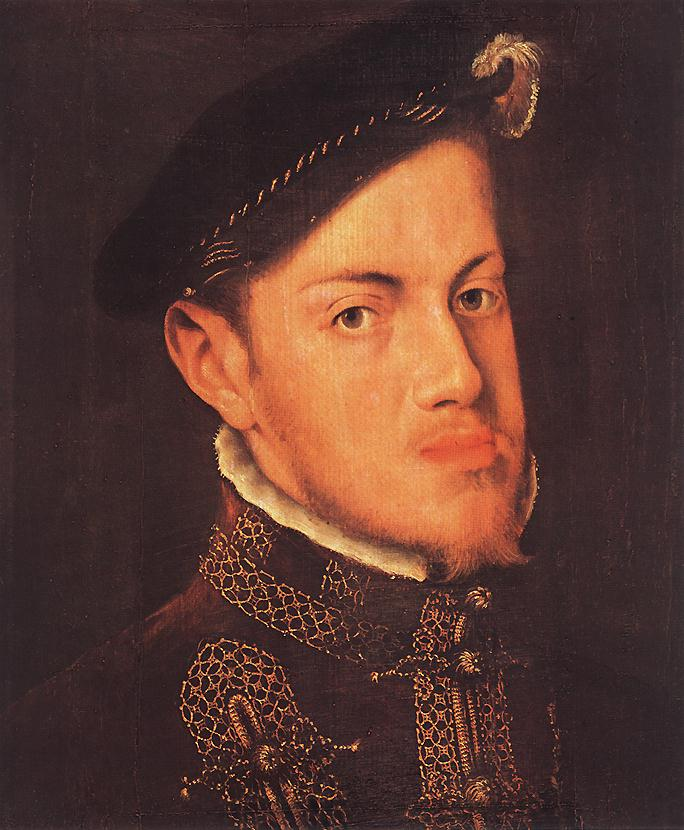
Мор 1554
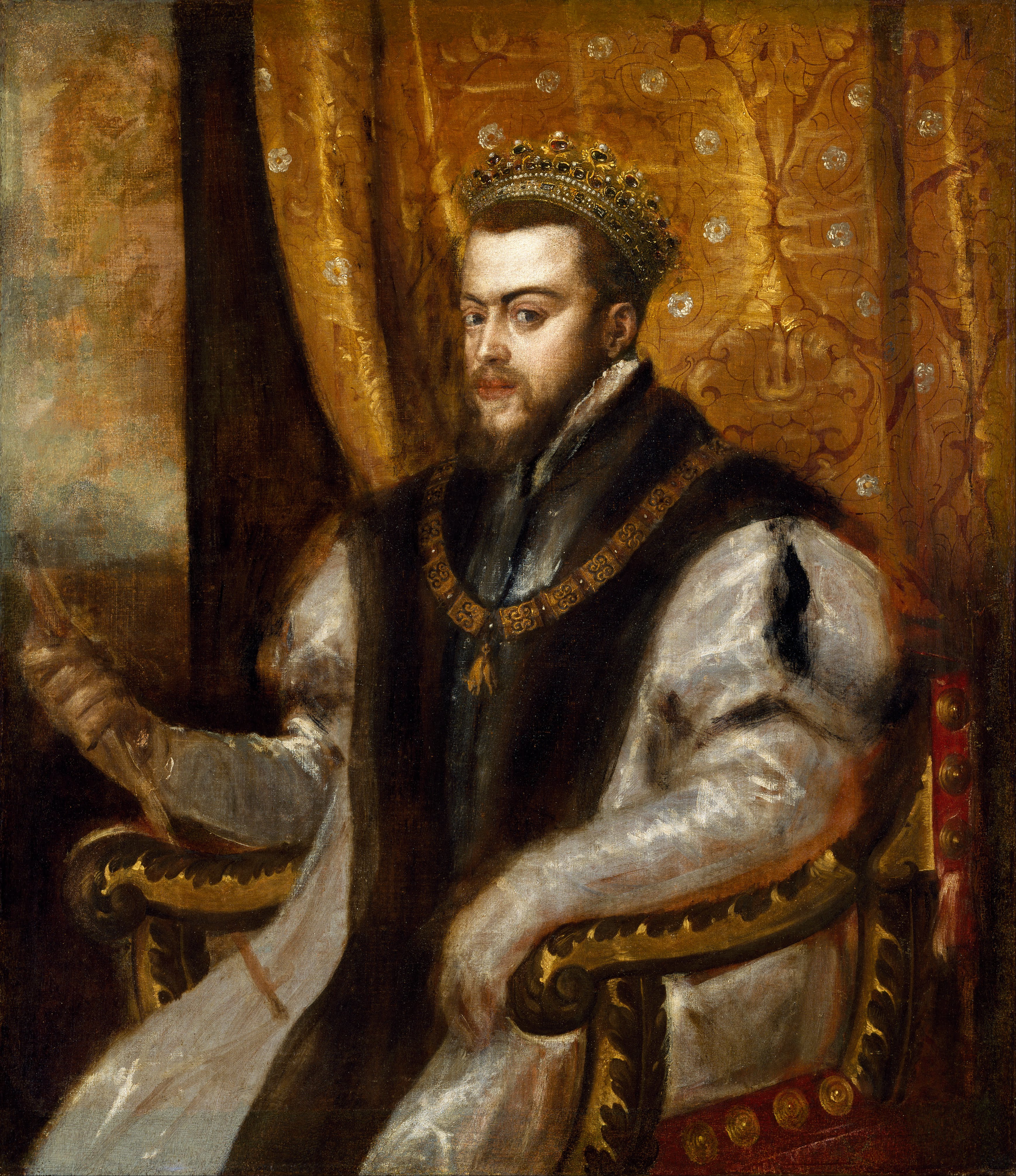
Тіціан 1556
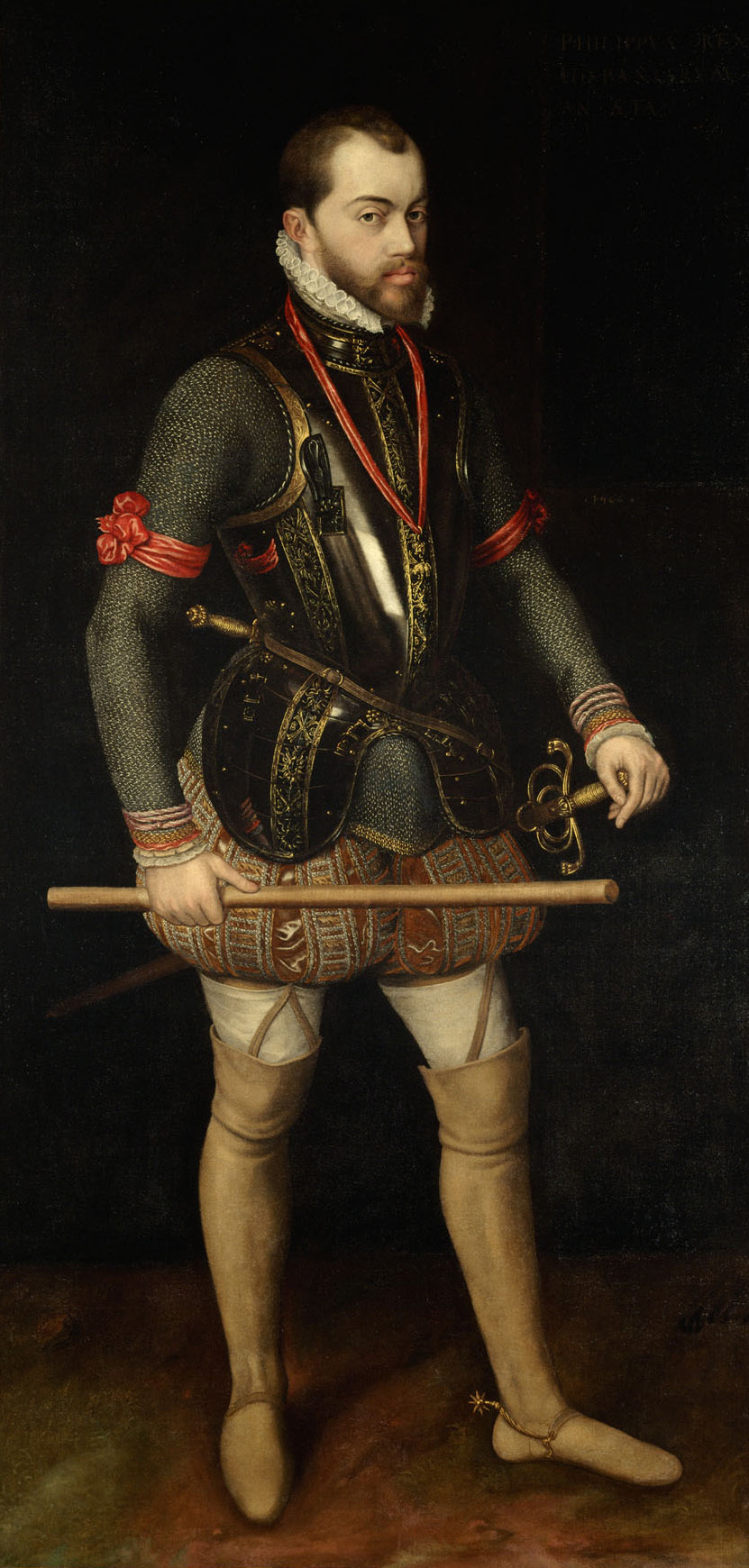
Коельо 1556
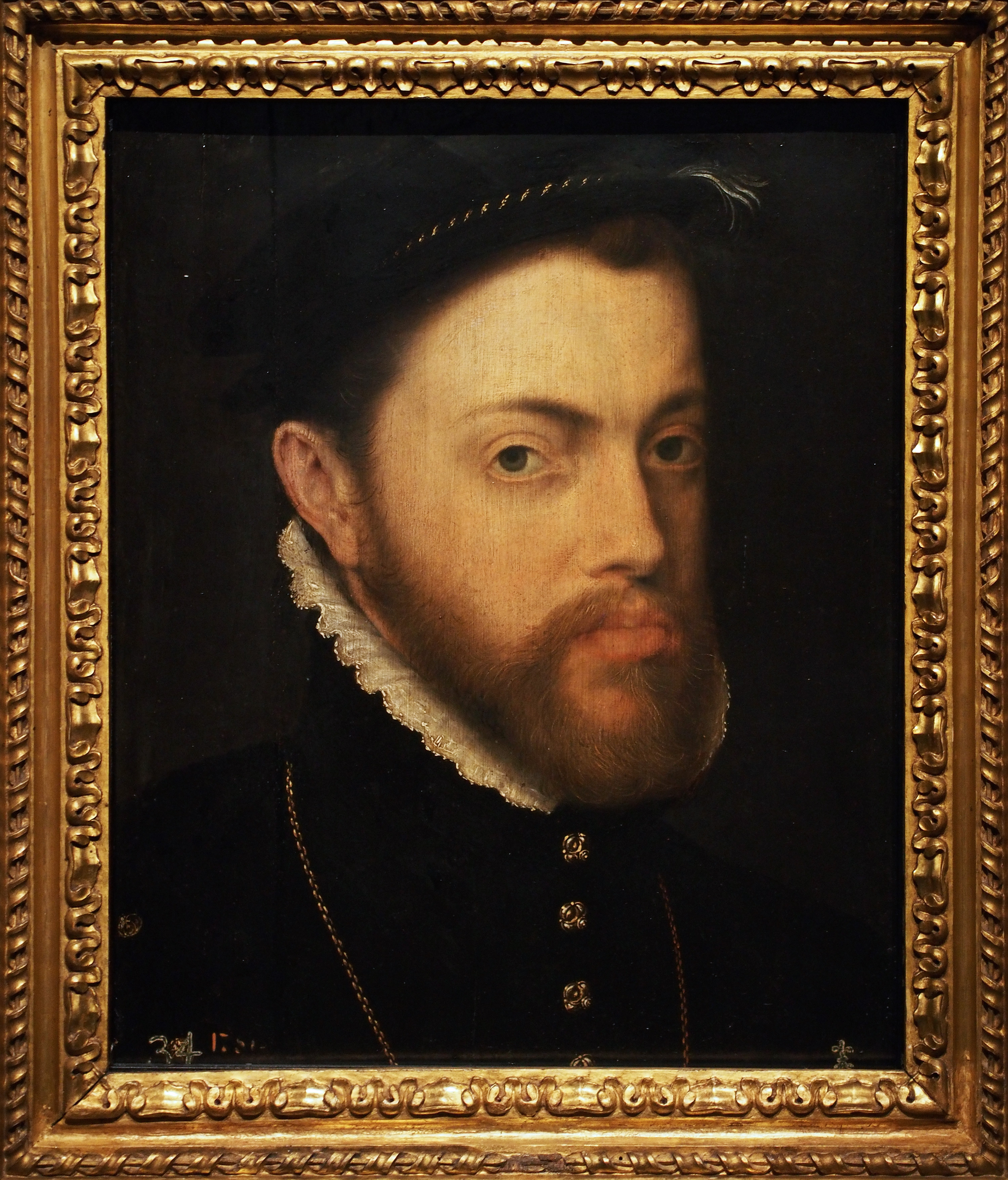
Мор 1558
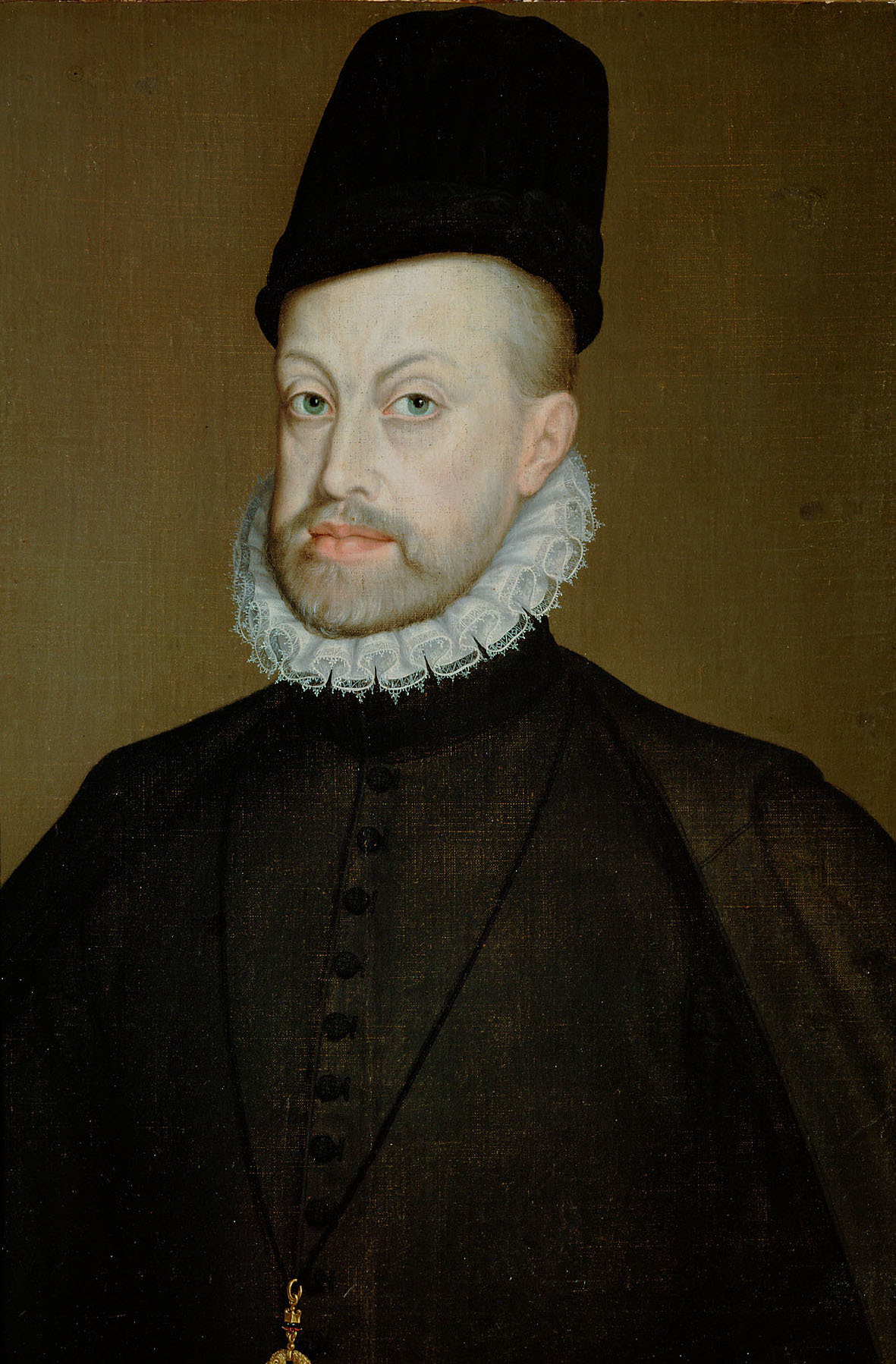
Коельо 1568
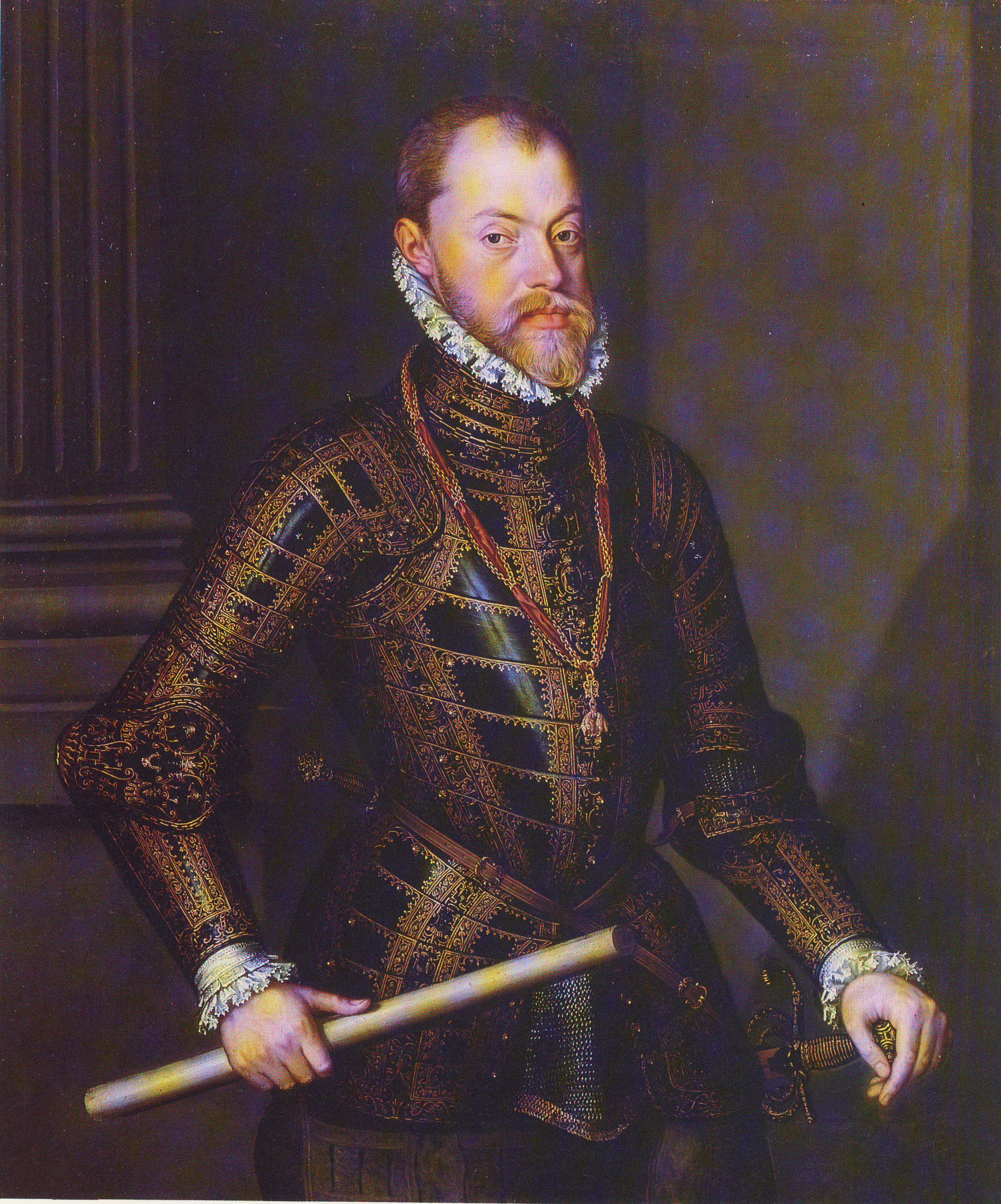
Коельо 1568
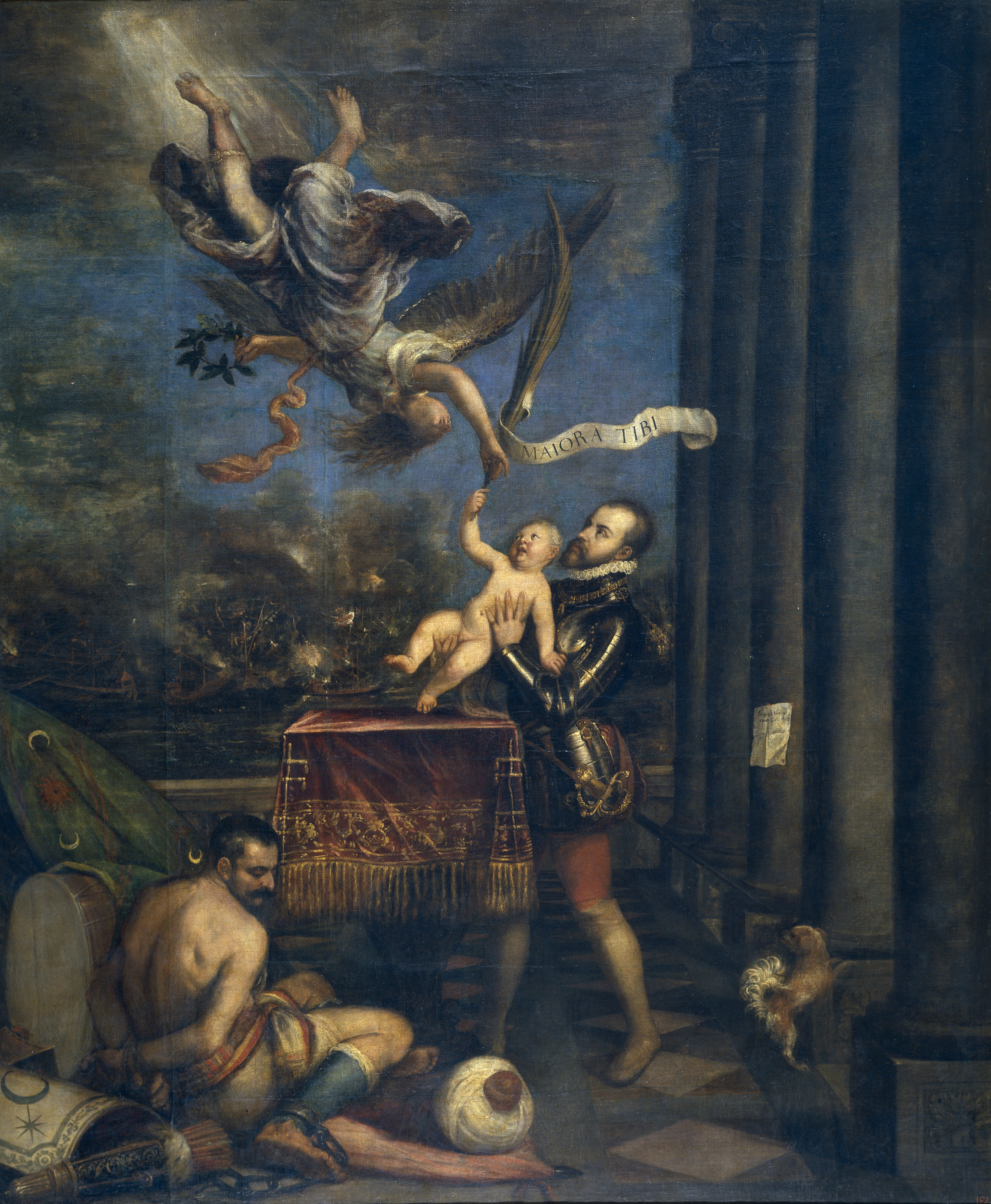
Тіціан 1573
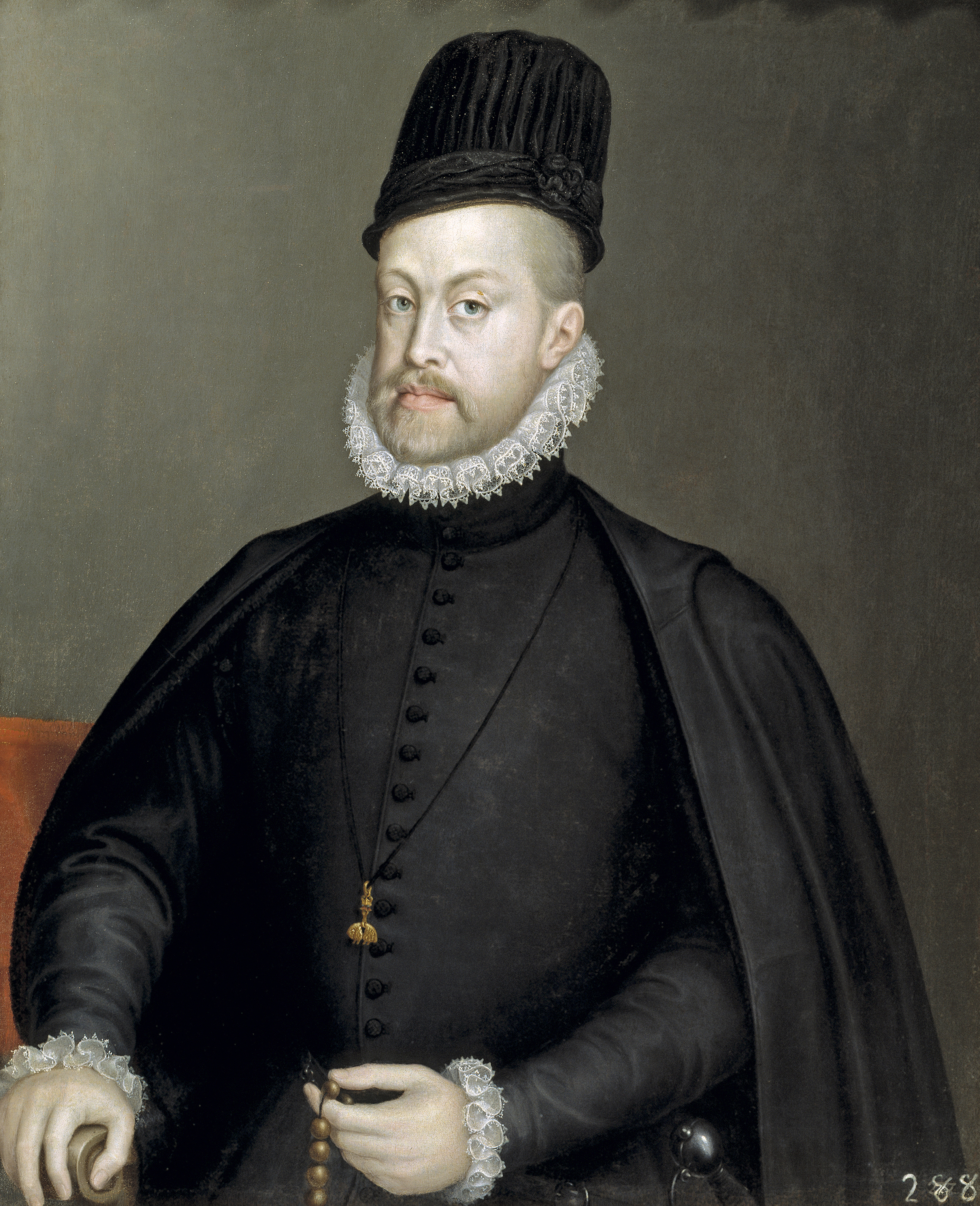
Ангвіссола 1573
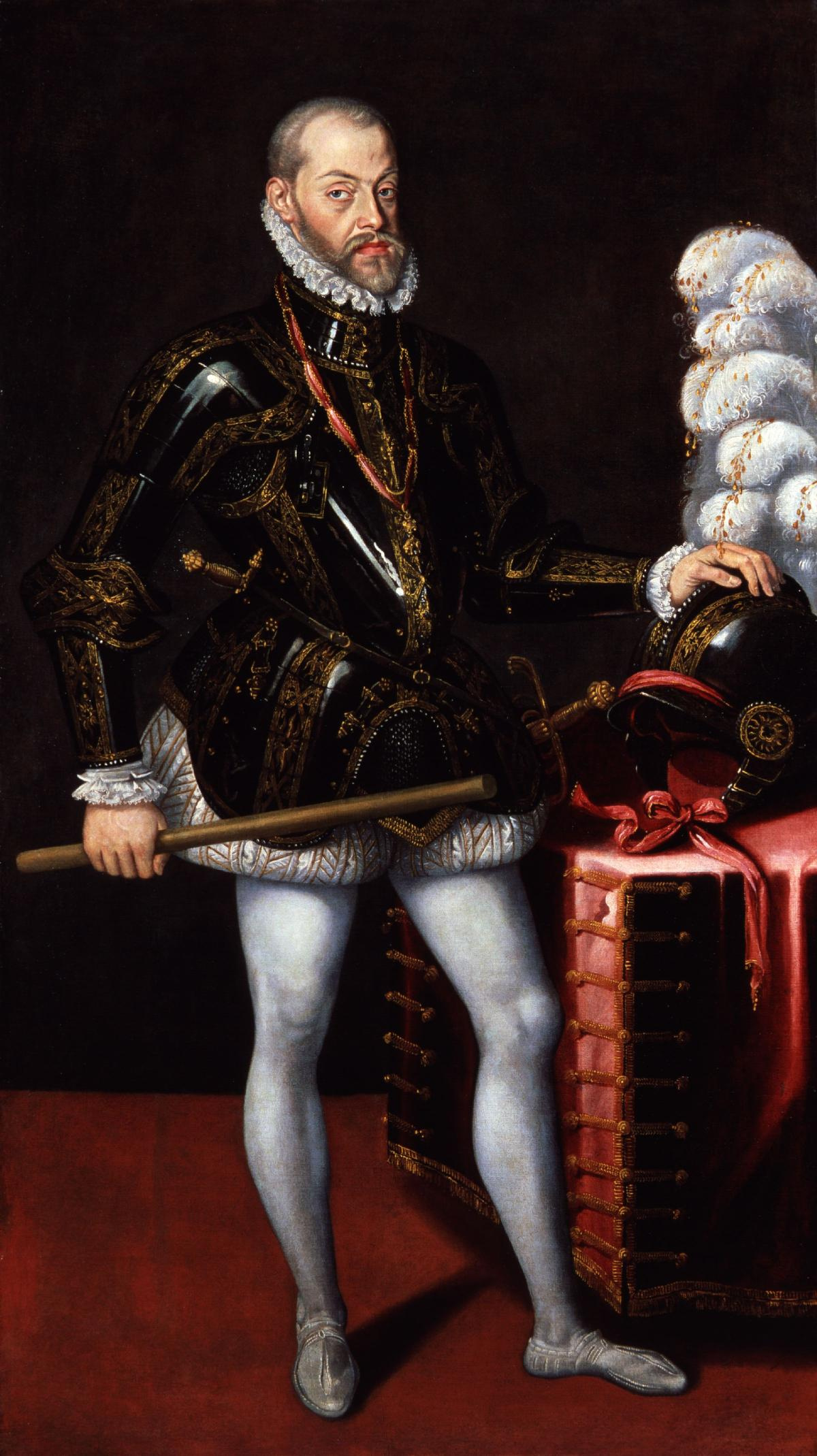
Анонім 1580
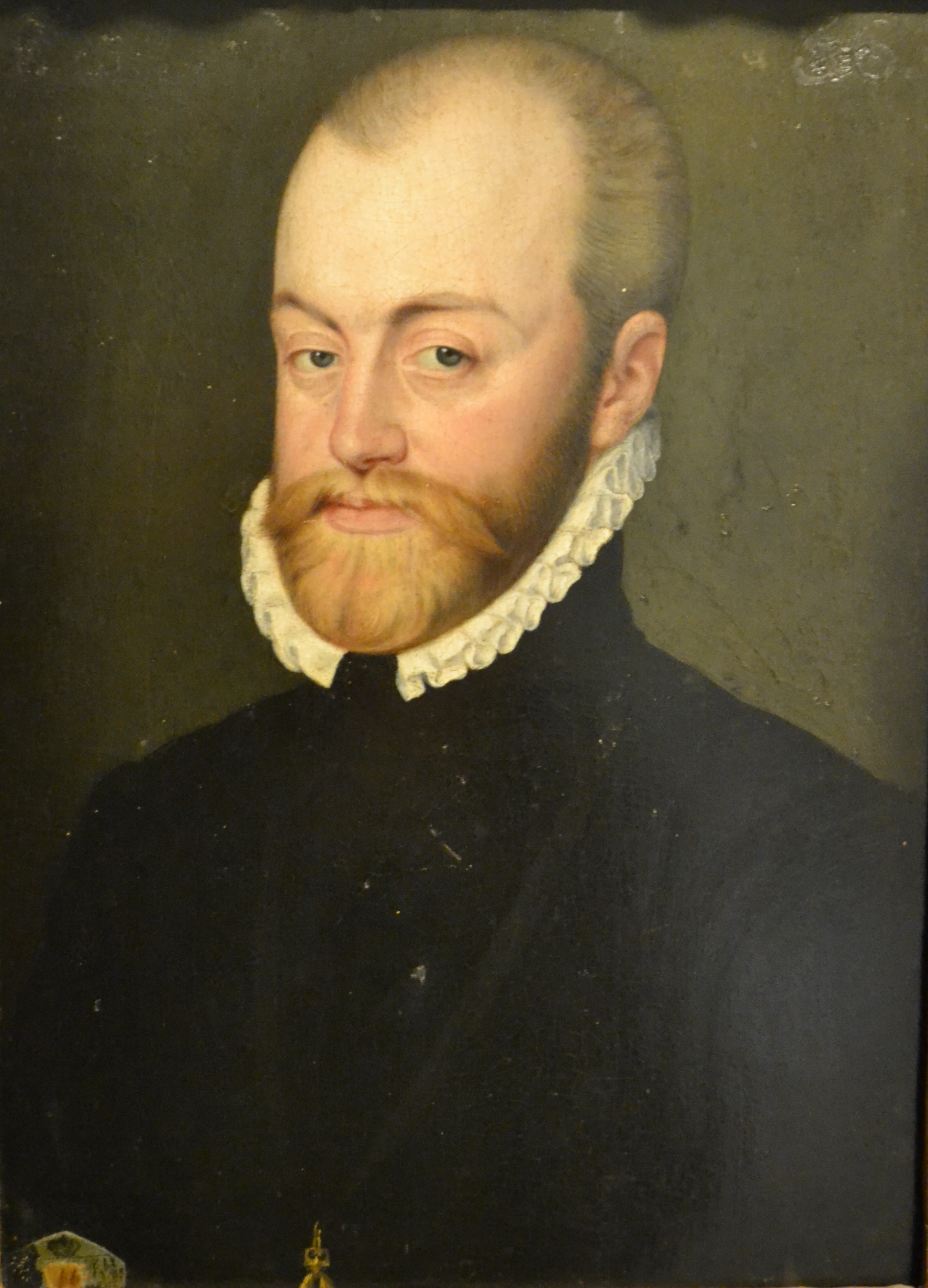
Анонім кін. XVI
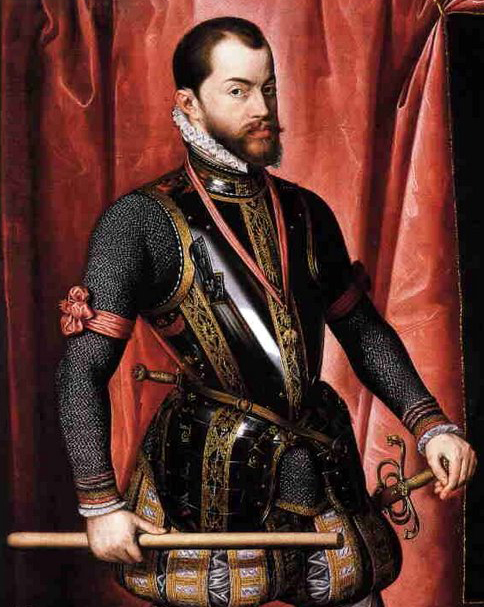
Круз 1606
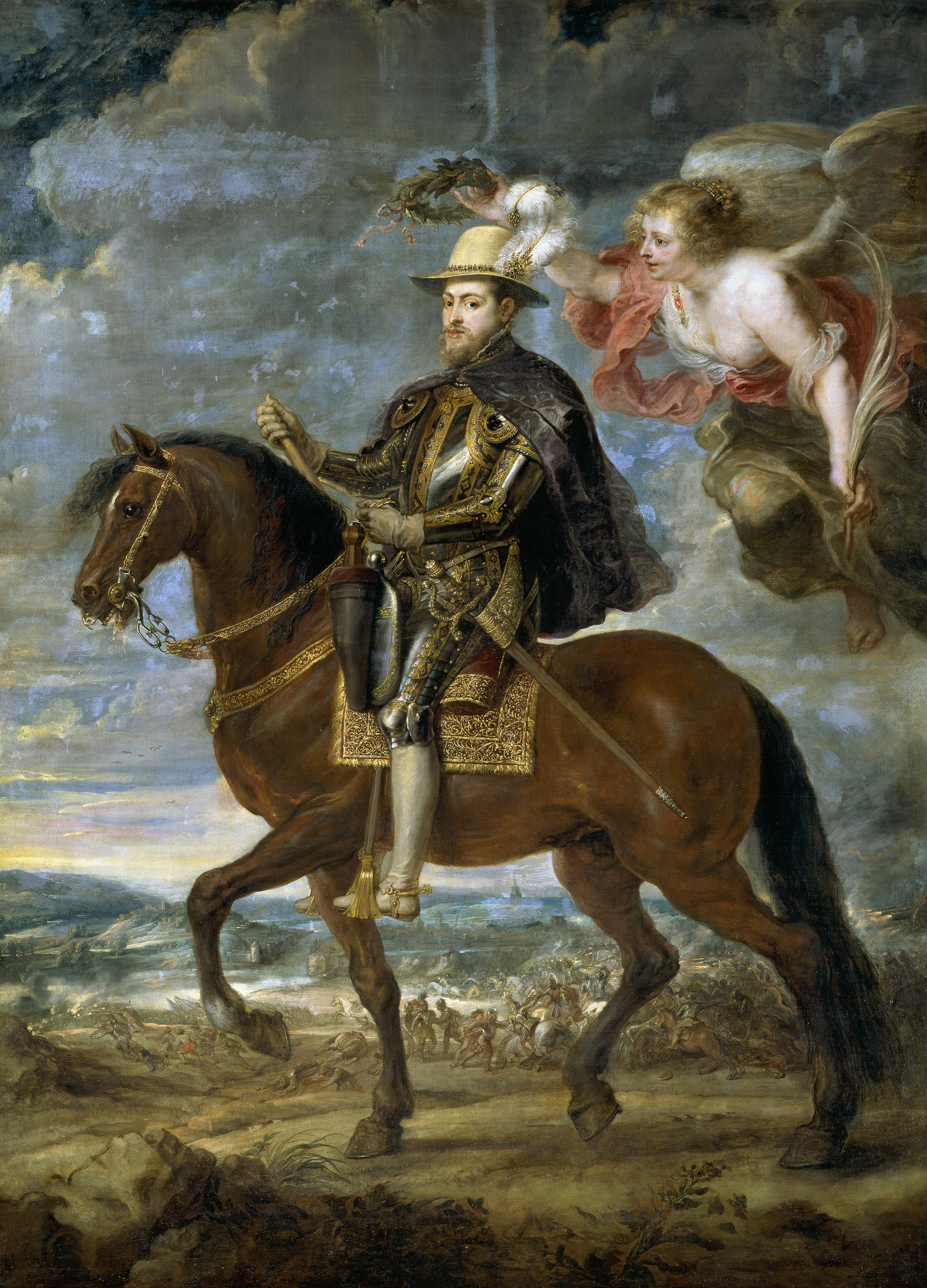
Рубенс 1628
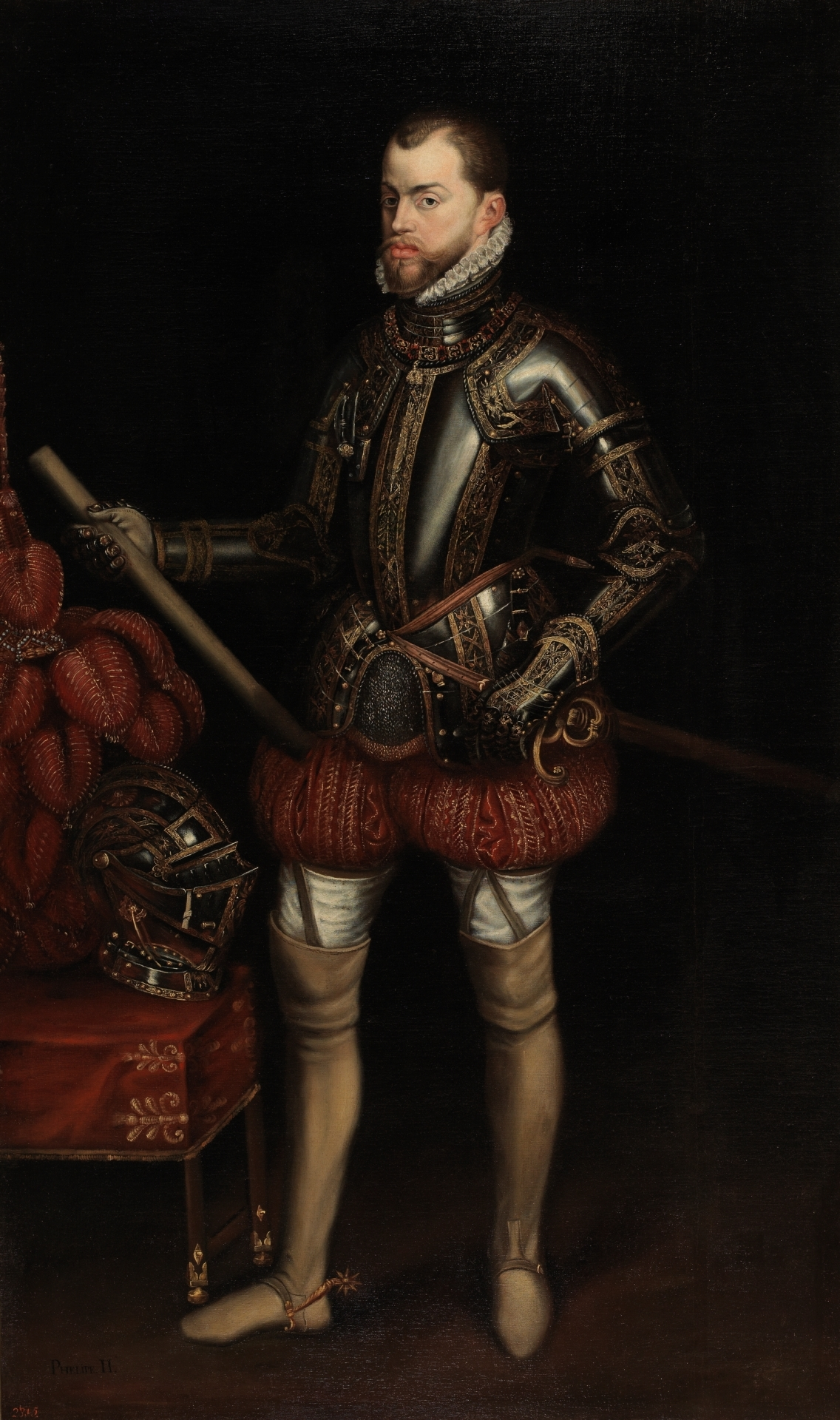
Анонім XVII ст.